# جولیان جولان
جولیان جولان (انگلیسی: Julian Justvan؛ زادهٔ ۲ آوریل ۱۹۹۸) بازیکن فوتبال اهل آلمان است.
وی همچنین در تیم ملی فوتبال جوانان آلمان بازی کرده‌است.